# Asiagomphus corniger
Asiagomphus corniger är en trollsländeart som först beskrevs av Morton 1928.  Asiagomphus corniger ingår i släktet Asiagomphus och familjen flodtrollsländor. Inga underarter finns listade i Catalogue of Life.